# The Crow: City of Angels (игра)
The Crow: City of Angels — видеоигра в жанре экшн, выпущенная в 1997 году для Sega Saturn, PlayStation и Microsoft Windows и основанная на одноимённом фильме, который в свою очередь основан на серии комиксов «Ворон» Джеймса О’Барра, пубуликовавшейся издательством Caliber Press. Игрок берет на себя роль героя фильма, Эша Корвена. Игра была разработана компанией Gray Matter, создавшей игру Perfect Weapon, на которую The Crow: City of Angels очень похожа по своей основной игровой механике. Игра была встречена негативными отзывами.

## Игровой процесс
Игровой процесс построен в стиле традиционного beat 'em up в изометрической перспективе. Все объекты и персонажи представляют собой трехмерные полигональные модели, наложенные на предварительно отрендеренные двухмерные фоны. Игра практически идентична на всех трех платформах, для которых она была выпущена, однако в версии для персональных компьютеров двухмерные фоны более четкие, благодаря более высокому разрешению.
Главный герой Эш использует для борьбы с врагами рукопашный бой, нанося базовые удары руками и ногами. Он также может выполнять различные акробатические приемы при использовании различных комбинаций кнопок. По пути встречаются различные виды оружия, включая ножи, бутылки, пистолеты и дробовики. Кроме обычного использования, все оружие можно бросать во врагов. В ходе игры Эш сталкивается с различными боссами, которые являются главными злодеями из фильма.

## Сюжет
Игра повторяет сюжет фильма, на котором она основана: механик Эш Корвен и его сын Дэнни жестоко убиты бандой. Воскрешенный с помощью ворона и обретший сверхъестественные способности с помощью художницы и новой подруги Сары, Эш теперь жаждет мести своим убийцам, включая Кали и наркокороля Джуда.

## Разработка
Изначально Acclaim планировала выпустить игру в начале четвертого квартала 1996 года, чтобы приурочить ее к августовскому показу фильма, на котором она основана.
Все персонажи игры были анимированы с помощью технологии захвата движения, разработанной Acclaim. В игре есть дань уважения Брэндону Ли: если игрок пройдет игру менее чем за 50 минут и нажмет кнопку «Треугольник» на экране титров, ворона подлетит к экрану и превратится в изображение Брэндона.

## Критика
| Иноязычные издания    | Иноязычные издания |
| Издание               | Оценка             |
| --------------------- | ------------------ |
| GameSpot              | 3,9 из 10 (PS1)    |
| IGN                   | 1,0 из 10 (PS1)    |
| Next Generation       | (PS1)              |
| PC Gamer (US)         | 32 % (WIN)         |
| Sega Saturn Magazine  | 67 % (SAT)         |
| Русскоязычные издания |                    |
| Издание               | Оценка             |
| Game.EXE              | 76 % (WIN)         |
| «Страна игр»          | 6 из 10 (WIN)      |

The Crow: City of Angels была принята критиками крайне негативно. Версия для PlayStation имеет рейтинг в 23,5 % по версии GameRankings на основе четырех обзоров. Критики высоко оценили пререндеренные фоны, сочтя их технологически передовыми и придающими игре угрюмую, напряженную атмосферу. Тем не менее, управление также подверглось всеобщей критике: по мнению рецензентов, оно страдало от задержек отклика, а игрового персонажа было очень сложно развернуть лицом в нужном направлении. Большинство рецензентов сочли, что частая смена фиксированных ракурсов камеры и плохое определение столкновений вносят путаницу и вызывают чувство разочарования от основного игрового процесса. Некоторые критики также считали, что жанр beat 'em up в целом слишком ограничен по меркам актуального игре поколения. Джефф Киттс из GameSpot отметил: «Здесь нет никаких целей, заданий или миссий, которые нужно выполнить — просто ходи и бей плохих парней. Очень интересно (обратите внимание на сарказм)».
Голосовая озвучка была в целом высмеяна за слабые диалоги, посредственную актёрскую игру, низкое качество и ограниченный выбор реплик, что приводит к тому, что несколько врагов повторяют одни и те же фразы. Колин Уильямсон отметил в журнале PC Gamer US, что фразы «звучат так, как будто они были записаны программистами, кричащими в пятидолларовый микрофон от Radio Shack».
По словам Scary Larry из GamePro, «эта мрачная, угрюмая игра может понравиться некоторым представителям поколения X, которые ищут неторопливую жестокую игру. Однако остальных оттолкнут неловкие, неровные движения спрайтов, нелепый геймплей и ужасная графика». Ли Наттер из журнала Sega Saturn Magazine писал, что это «неплохая игра по обычным стандартам Acclaim, но, конечно, не самая удачная покупка». Уильямсон назвал игру «худшим файтингом по кинолицензии со времен Expect No Mercy». Обозреватель GameRevolution продолжил: «The Crow: City of Angels — одна из худших игр, которые я когда-либо видел». IGN оценил игру на 1,0 балла из 10, что является их самой низкой возможной оценкой. Критик Next Generation писал, у игры настолько большие проблемы, что у него сложилось впечатление, что разработка игры была далека от завершения.
Electronic Gaming Monthly в своем Video Game Buyer’s Guide назвал The Crow: City of Angels и худшей игрой по фильму и игрой с худшим вступительным роликом за 1998 год. Они признали, что во вступительном ролике есть несколько классных графических эффектов, но отметили, что непреднамеренно юмористический диалог, плохая синхронизация речи и неуклюжая, наигранная анимация были достаточным поводом, чтобы присвоить игре звание «худшей». В 2014 году GamesRadar включил The Crow: City of Angels в число 100 худших игр всех времен.